# Eriocaulon crassiscapum
Eriocaulon crassiscapum är en gräsväxtart som beskrevs av August Gustav Heinrich von Bongard. Eriocaulon crassiscapum ingår i släktet Eriocaulon och familjen Eriocaulaceae. Inga underarter finns listade i Catalogue of Life.